# Підмаренник чепурненький
Підмаренник чепурненький (Galium bellatulum) — вид квіткових рослин родини маренових (Rubiaceae).

## Біоморфологічна характеристика
Це багаторічна рослина 4–10(15) см заввишки. Стебла низькі. Стеблові листки голі. Суцвіття розлоге, малоквіткове. Віночок білувато-жовтий. Плоди гладенькі.

## Поширення
Ендемік східних Карпат.
В Україні вид зростає в ущелинах скель у субальпійському поясі — у Карпатах